# Longyearbyens sjukhus
Longyearbyens sjukhus är ett norskt statligt sjukhus i Longyearbyen på Spetsbergen i Svalbard.
Sjukhuset ägs av det norska statliga Universitetssjukhuset Nord-Norge i Tromsø. Det betjänar personer som bor i och reser i ögruppen Svalbard och omkringliggande havsområden i Barents hav.
Longyearbyens sjukhus är ett akutmedicinskt beredskapssjukhus med operationsverksamhet med små kirurgiska ingrepp. Det har sex vårdplatser, och vid långvariga och allvarliga inläggningssituationer överförs patienter till det norska fastlandet. Det har ingen förlossningsavdelning. 
År 2013 hade sjukhuset 22 anställda, varav fyra var läkare och åtta sjuksköterskor i kliniskt arbete.
Sjukhuset har en bilambulans, som bemannas av Longyearbyens brandkår. Sysselmannens två räddningshelikoptrar kan också utnyttjas för patienttransporter.

## Historik
Sjukhuset inrättades som ett privat sjukhus i Gamle Longyearbyen av Store Norske Spitsbergen Kulkompani A/S 1916, samma år som företaget köpt samhället och gruvverksamheten av Arctic Coal Company. Det var den första byggnaden, som den nya ägaren uppförde. Sjukhuset byggdes ut 1939–1940, men brändes ned av tyska trupper under andra världskriget i september 1943 i Operation Zitronella. Efter kriget byggdes ett nytt sjukhus, men nu i den nya stadsdelen Haugen. 
Sjukhuset i Haugen totalförstördes 1953, då det utlöstes ett skred i Vannledningsdalen. Tre personer dog, och också ett familjebostadshus förstördes. Ett tredje sjukhus byggdes 1954 vid vägen upp mot Nybyen.  
Senare (1991) har ett nytt, fjärde, sjukhus byggts, denna gång i Longyearbyens nya centrum.